# Melodia życia
Melodia życia (oryg. Yuvvraaj) – bollywoodzki dramat rodzinny i miłosny z 2008 roku. W rolach głównych Anil Kapoor, Salman Khan, Zayed Khan i Katrina Kaif. Film ma odniesienia do hollywoodzkiego dramatu Rainman. Reżyseria – Subhash Ghai (Pardes, Taal). Muzykę do filmu stworzył nagrodzony Oscarem za Slumdog – A.R. Rahman. Film kręcono w Czechach (m.in. w Pradze) i w Austrii (m.in. w Innsbrucku). Tematem filmu jest odbudowywanie braterskich więzi. Śmierć ojca, gniew z powodu niesprawiedliwego podziału dziedzictwa jest punktem wyjścia, szansą na lepsze poznanie się i wzrost więzi braterskiej.

## Fabuła
Deven Singh (Salman Khan), głos w chórze, życiowy nieudacznik, odrzucony z powodu braku odpowiedzialności przez ojca – milionera kocha się ze wzajemnością w pięknej wiolonczelistce (Katrina Kaif). Jej ojciec (Boman Irani) nie jest jednak zachwycony perspektywą wydania córki za żyjącego marzeniem o sławie śpiewaka lekkoducha bez grosza. Deven całą nadzieję pokłada w spadku po nagle zmarłym ojcu. Ale po otwarciu testamentu okazuje się, że zarówno on, jak i jego młodszy brat, hazardzista i playboy Danny (Zayed Khan) dostają tyle co nic. Cała fortuna przypada ich starszemu bratu, autystycznemu, zatrzymanemu na poziomie dziecka Gyaneshowi (Anil Kapoor). Obcy sobie bracia, Deven i Danny, zawierają pakt, podkreślając, że są w relacji partnerskiej, nie braterskiej. Liczą, że uda im się podejść dziecięco ufnego Gyanesha i wykorzystując jego naiwność podważyć testament.

## Obsada
- Salman Khan jako Deven Y. Yuvvraaj Singh
- Boman Irani jako Dr. P K Banton
- Anil Kapoor jako Gyanesh Yuvvraaj
- Zayed Khan jako Danny Y. Yuvvraaj Singh
- Katrina Kaif jako Anushka Banton
- Mithun Chakraborty jako adwokat Sikandar Mirza
- Bhupinder Singh jako Daniel Mehta
- Aushima Sawhney jako Nandita (jako Ausshima Saawhney)
- Sulabha Arya jako służąca Singhów

## Muzyka i piosenki
Autorem muzyki jest sławny tamilski kompozytor filmowy A.R. Rahman, który skomponował też muzykę do takich filmów jak: Roja, Kolorowa, Kisna, Mój kraj, Yuva, Water, Rebeliant, Rang De Basanti, Guru, Dil Se, Nayak: The Real Hero, Saathiya, Lagaan, Taal, Zubeidaa, Earth, Tehzeeb, The Legend of Bhagat Singh, Bombay, Kannathil Muthamittal, Boys czy Dil Ne Jise Apna Kahaa. Nagrodzony Oscarem za Slumdog. Milioner z ulicy.
| Piosenkę           | Śpiewa(ją)                                                                                  | Trwa | Na ekranie                                         |
| ------------------ | ------------------------------------------------------------------------------------------- | ---- | -------------------------------------------------- |
| Main Hoon Yuvvraaj | Salman Khan z V symfonia Beethovena                                                         | 1:13 | na ekranie Salman Khan                             |
| Tu Meri Dost Hai   | Benny Dayal, Shreya Ghoshal & A.R. Rahman                                                   | 6:13 | na ekranie Salman Khan & Katrina Kaif              |
| Shano Shano        | Sonu Nigam, Srinivas, Karthik, Timmy, Sunaina, Vivienne Pocha & Tina                        | 6:22 | na ekranie Salman Khan, Zayed Khan & Amrit Maghera |
| Tu Muskura         | Alka Yagnik & Javed Ali                                                                     | 5:37 | na ekranie Salman Khan, Anil Kapoor & Katrina Kaif |
| Mastam Mastam      | Sonu Nigam, Alka Yagnik, Naresh Iyer & Benny Dayal                                          | 6:17 | na ekranie Salman Khan, Katrina Kaif i Boman Irani |
| Zindagi            | Srinivas                                                                                    | 5:09 | na ekranie Salman Khan                             |
| Dil Ka Rishta      | Sonu Nigam, Roop Kumar Rathod, A R Rahman, Clinton Cerejo, Suzanne D'Mello, Vivinenne Pocha | 7:39 | na ekranie Salman Khan, Zayed Khan i Anil Kapoor   |
| Manmohini Morey    | Vijay Prakash                                                                               | 3:11 | Picturised on Anil Kapoor                          |
| Shano – Remix      | Feat. Ember (Remix by Krishna Chetan)                                                       | 2:37 |                                                    |